# Shanavia Dowdell
Shanavia Averiel Dowdell (Calera, 10 settembre 1987) è una cestista statunitense.

## Carriera
È stata selezionata dalle Washington Mystics al secondo giro del Draft WNBA 2010 (18ª scelta assoluta).